# Шушанашвили, Лаша Павлович
Лаша Павлович Шушанашвили (Лаша Руставский, Лаша Толстый или Шанаш) (21 июля 1961) — влиятельный криминальный авторитет, вор в законе, имел значительное влияние в криминальном мире Грузии, Москвы, Подмосковья, Чувашии, Кировской области, Украины, Испании, Бельгии, Швейцарии и Греции. Родной брат вора в законе Кахабера Шушанашвили (Каха Руставский), который считался одним из главарей «грузинской мафии» в Европе. Входил в ближайшее окружение вора в законе Деда Хасана (в его клане Лаша курировал вопросы безопасности и приведения в исполнение приговоров, контролировал сохранность финансовых потоков, а также улаживал конфликты в среде криминальной элиты).

## Биография
Лаша Шушанашвили родился 21 июля (по другим данным — 25 июля) 1961 года в Рустави. В 1979 году за оскорбление офицера он был приговорён к шести месяцам лишения свободы; в 1980 году за повторное в течение года управление автомобилем в нетрезвом виде получил 2 года лишения свободы; в 1982 году за ДТП, повлекшее смерть других лиц, был осуждён на 8 лет (отбывал срок в одной из колоний Кировской области, где сблизился с Вадимом Сабрековым и другими местными уголовниками). Позже Лаша был «коронован» в Тбилиси, в 1993 году переехал в Москву и поселился недалеко от Павелецкого вокзала, затем принял гражданство Украины.

### После распада СССР
Преступные группировки, подконтрольные братьям Шушанашвили, занимались кражами и грабежами в Швейцарии, Франции, Бельгии, Испании, Италии, Австрии и Германии, а также вымогательством денег у бизнесменов из числа выходцев из стран бывшего СССР, осевших в Европе, и промышляли мошенничеством. На полученные доходы Лаша приобрёл недвижимость в России, ОАЭ, Греции и Испании. В марте 2004 года в Кутаиси был задержан прилетевший из Израиля на похороны своей матери влиятельный вор в законе Сергей Кутателадзе (Байко). Когда его перевели в тбилисский СИЗО, Лаша позвонил из Москвы и приказал своим сторонникам покалечить Кутателадзе, отомстив таким способом за конфликт с Давидом Себискверадзе (Дато Кутаисским). Впрочем, усилия Шушанашвили не увенчались успехом, Байко остался невредим и вскоре вышел на свободу, а вступившие с ним в конфликт воры в законе из тбилисского клана лишились своих титулов.

### Управление делами Шакро-молодого
В мае 2006 года в ОАЭ был задержан влиятельный вор в законе Шакро Молодой, после чего Дед Хасан поставил управлять его бизнес-империей Лашу Руставского (кроме того, Лаша стал одним из лидеров тбилисского воровского клана, а его родной брат Кахабер Шушанашвили возглавил бригады клана, рассеянные по всей Европе). Это категорически не понравилось другому вору — Тариэлу Ониани и, в итоге привело к затяжной войне криминальных кланов Деда Хасана и Таро (со стороны Хасана боевыми действиями руководили братья Шушанашвили). В мае 2008 года Дед Хасан, Лаша Руставский и Япончик провели в московском казино «Кристалл» крупную «воровскую сходку», на которой поставили под сомнение воровской статус Ониани и его сторонников. В ответ кутаисцы 8 июля 2008 года собрались на теплоходе на Пироговском водохранилище, но участники «сходки» были задержаны милицией. Летом 2008 года сотрудники Главного управления МВД по ЦФО передали в УФМС по Москве материалы, из которых следовало, что Лаша Шушанашвили имеет грузинское гражданство и, следовательно, незаконно получил российский паспорт (27 августа 2008 года суд признал получение гражданства России незаконным, а 8 сентября УФМС аннулировало московскую регистрацию Лаши).

### Война кланов Деда Хасана и Таро
Активная фаза криминальной войны между воровскими кланами началась осенью 2008 года и унесла жизни многих видных воров в законе и криминальных авторитетов. 17 ноября 2008 года был ранен ресторатор Гела Церцвадзе, управлявший легальным бизнесом Ониани. 7 февраля 2009 года в Москве был убит вор в законе Алик Миналян (Алик Сочинский), а в мае — вор в законе Андрей Голубев (Скиф), оба — сторонники Деда Хасана (по другой версии Миналян был убит курганскими бандитами по заказу авторитета Карло Микадзе, близкого к братьям Шушанашвили).
28 июля 2009 года в Москве выстрелом киллера был смертельно ранен Вячеслав Иваньков (Япончик) — близкий друг и компаньон Деда Хасана. 2 ноября 2009 года в Москве застрелили бизнесмена Шабтая Калмановича. 15 января в Ницце были задержаны двое киллеров, прилетевших из Грузии для убийства воров в законе Мераба Джангвеладзе (Мераб Сухумский) и Владимира Джанашии (Ладо), входивших в ближайшее окружение Ониани. В конце февраля 2010 года в Ницце было совершено покушение на Ладо, но он успел выпрыгнуть из окна своего особняка и спасся. 18 марта 2010 года в пригороде Марселя Владимир Джанашия всё же был убит, 10 мая 2010 года в Греции убили вора в законе Малхаза Кития (Махония), также приближенного Ониани. 25 мая 2010 года в Салониках при весьма странных обстоятельствах скончался вор в законе Лаврентий Чолакидис (Лёва Грек или Лёва Ставропольский), сподвижник Усояна и «наместник» Шушанашвили в Греции. В июле 2010 года Ониани был приговорён к десяти годам строгого режима. 16 сентября 2010 года в Москве был тяжело ранен Дед Хасан.
19 сентября 2008 года Лаша Шушанашвили вместе со своими вооружёнными охранниками был задержан в подмосковной Барвихе, но на следующий день его выслали на Украину (по другим данным — в Армению), откуда он вскоре перебрался в Грецию. 3 февраля Лаша вновь был задержан в Москве за незаконное пребывание на территории России.

### В Испании
15 марта 2010 года в Барселоне в результате крупномасштабной полицейской операции «Ява» были арестованы младший брат Лаши — Кахабер Шушанашвили (Каха Руставский), и «правая рука» Кахи — вор в законе и главный «бухгалтер» группировки Звиад Дарсадзе, обвинённые в контрабанде наркотиков и оружия, отмывании денег, покушениях на убийства, грабежах, вымогательстве, подкупе чиновников, фальсификации банковских карт и нелегальном владении оружием. Кроме того, в Испании в ходе операции был задержан вор в законе Коба Ахвледиани (Коба), а в Австрии — воры в законе Заал Махароблидзе (Глехович) и Гоча Антипов (Алфасон), руководившие местным филиалом группировки. Тогда же власти Испании объявили Лашу Шушанашвили в международный розыск, обвинив его в организации преступного сообщества по отмыванию денег и покушении на убийство (в день облавы он находился в одном из отелей Салоник, но каким-то образом смог уйти от греческой полиции). Вскоре после этого воровское сообщество обвинило братьев Шушанашвили в растрате средств из «общака», а Лаша осенью 2011 года даже перенёс на этой почве инсульт, оказавшись в греческой больнице. Однако, после смерти Япончика и покушения на Деда Хасана влияние Лаши Шушанашвили резко возросло (именно ему было поручено отомстить за обоих «патриархов» преступного мира).

### Выход на первый план племянников Усояна
К концу 2010 года положение в клане Деда Хасана несколько поменялось — большая часть европейских активов по прежнему находилась под контролем Лаши Шушанашвили, но в России на первый план выдвинулись племянники Усояна — воры в законе Юрий Усоян (Юра Лазаровский) и Дмитрий Чантурия (Мирон), которым помогал Эдуард Асатрян (Эдик Тбилисский или Эдик Осетрина). 11 декабря 2010 года в Греции прошла представительная «сходка» тбилисского и кутаисского воровских кланов. Более шестидесяти «законников», приехавших на «сходку», договорились о временном перемирии между враждующими кланами. Тбилисцев вместо неоправившегося после ранения Деда Хасана представляли Лаша Шушанавшивили и Эдуард Асатрян.
3 июля 2011 года в Киеве был задержан влиятельный вор в законе Коба Шемазашвили (Коба Руставский), который являлся «правой рукой» Лаши Шушанашвили и вместе с ним разыскивался испанскими властями (вскоре его лишили украинского гражданства и в ноябре 2011 года экстрадировали в Испанию). После арестов, произошедших в марте 2010 года в ходе операции «Ява», Коба Шемазашвили сбежал из Испании в Донецк под защиту руставского вора в законе Георгия Хмелидзе (Хмело), который через свои связи и помог ему получить украинский паспорт.

### Сходка в Вулиагмени
20 января 2012 года при содействии ФБР и МВД России Лаша Шушанашвили был задержан в афинском пригороде Вулиагмени в Восточной Аттике во время «воровской сходки» (в гостиничном номере авторитета греческие полицейские изъяли пистолет, патроны к нему и фальшивый российский паспорт). Кроме него, в сходке принимали участие Василий Христофоров (Воскрес), Тамаз Гоголадзе (Чермен), Вадим Сабреков (Чебурашка или Вадим Кировский), Георгий Сорокин (Жора Ташкентский), Олег Пирогов (Циркач), Мераб Асанидзе (Чикора), Георгий Бериев (Гия Беремена), Георгий Энделадзе (Тава) и другие «генералы» преступного мира. Несмотря на то, что Шушанашвили находился в международном розыске и его выдачи требовали власти Испании и Грузии, в марте 2012 года Апелляционный суд Греции отпустил авторитета из-под стражи под подписку о невыезде.
В ближайшее окружение Лаши входили вор в законе Коба Шемазашвили (Коба Руставский); вор в законе Давид Хизанишвили (Хизана), «коронованный» в августе 2012 года в процессе переговоров криминальных авторитетов по Skype (он считается «смотрящим» по Грузии от клана Деда Хасана и на парламентских выборах 2012 года активно поддерживал политическое объединение «Грузинская мечта — Демократическая Грузия»); вор в законе Вадим Сабреков по кличке Чебурашка (Лаша поставил его «положенцем» по Кировской области, убрав с дороги выступавшего против местного «законника» Сергея Садакова по кличке Пузырь); вор в законе Мераб Гогия (Мелия), имеющий интересы в Испании и Москве; российский авторитет Потеев по кличке Потей (Лаша принимал активное участие в отстранении «смотрящего» по Чувашии Трофимова по кличке Трофим и замене его на Потеева).
В декабре 2017 года Министерство финансов США внесло Шушанашвили в новый санкционный список.